# Belize (Angola)
Belize – miasto w Angoli, w prowincji Kabinda.